# Operazione Trust
L'operazione Trust è stata un'operazione di controspionaggio della GPU (Direttorato politico dello Stato, in russo Государственное политическое управление), il servizio di polizia politica dell'Unione Sovietica.
L'operazione durò dal 1921 al 1926 e creò una falsa organizzazione di resistenza anti-bolscevica, denominata "Unione monarchica della Russia centrale" che aveva lo scopo di portare allo scoperto i monarchici e gli antibolscevichi presenti nei confini dell'Unione Sovietica e di controllare le mosse dei fuoriusciti.
Il capo del finto movimento monarchico era Alexander Yakushev, un ex funzionario della Russia Imperiale (lavorava al Ministero delle Comunicazioni), che dopo la Rivoluzione Russa trovò lavoro negli Uffici del Commercio Estero, quando i sovietici consentirono agli specialisti del passato regime di riprendere alcune posizioni di responsabilità all'interno della macchina amministrativa sovietica. Ciò nonostante Yakushev fu arrestato per i suoi contatti con il movimento bianco in esilio, ma Artur Artuzov gli offrì la possibilità di salvarsi dalle accuse di tradimento a condizione che si mettesse a disposizione della polizia segreta sovietica per una grandiosa operazione di controspionaggio.

## Storia
I sovietici non hanno organizzato l'operazione Trust dal nulla. L'Armata Bianca aveva lasciato agenti dormienti, e c'erano anche russi realisti che non avevano abbandonato il paese dopo la Guerra Civile. Queste persone si erano organizzate in una rete che agiva all'interno dell'Unione Sovietica. Quando la GPU scoprì tale rete, non smantellò del tutto l'organizzazione, ma la manovrò creando una propria struttura da utilizzare per i propri scopi.
Tra i successi del operazione ci fu l'adescamento di due importanti agenti anti-sovietici, Boris Savinkov, uno scrittore, rivoluzionario e politico russo, e Sidney Reilly, un ucraino che lavorava per i servizi segreti britannici che furono indotti a rientrare nell'Unione Sovietica, dove furono arrestati e fatti brutalmente sparire.
Un episodio eclatante dell'operazione fu il viaggio "clandestino" (di fatto monitorato dalla GPU) di un noto emigrato, Vasily Shulgin, in Unione Sovietica. Dopo il suo ritorno ha pubblicato un libro "Tre Capitali" con le sue impressioni di viaggio. Nel libro (il cui contenuto fu controllato dalla polizia segreta sovietica) raccontò che, contrariamente alle sue aspettative, la Russia si stava riprendendo e che i bolscevichi sarebbero stati probabilmente rimossi dal potere.
Nel 1993, uno storico occidentale a cui fu concesso un accesso limitato ai file del Trust, John Costello, riferì che comprendevano trentasette volumi ed erano un insieme sconcertante di doppiogiochisti, nomi in codice modificati e operazioni di inganno intrecciate con "la complessità di una partitura sinfonica" che gli storici russi dei servizi segreti avevano difficoltà a separare i fatti dalla fantasia.
Il disertore Vasili Mitrokhin ha riferito che i file del Trust non erano conservati presso gli uffici dell'SVR a Yasenevo, ma erano conservati negli speciali fondi d'archivio dell'FSB alla Lubjanka.
Nel 1967 fu creata una serie d'avventura per la televisione sovietica Operation Trust (Операция "Трест").